# Bárðr Guthormsson
Bárðr Guthormsson von Rein (norwegisch/schwedisch Bård Guttormsson; * um 1150; † 3. April 1194), Lehnsmann, war ein Sohn des Lehnsmannes Guthormr Ásólfsson auf Rein in Rissa und Sigríðr Þorkelsdóttir. Er stammte aus einem der vornehmsten Geschlechter, das viele berühmte Persönlichkeiten aufweist.
Bárðr war einer der führenden Persönlichkeiten der Birkebeiner im norwegischen Bürgerkrieg.

## Leben
Snorri Sturluson schrieb in der Heimskringla in der Geschichte Harald Hardrådes:

„König Olav [Haraldsson] verheiratete ihn [Skúli] mit seiner Verwandten Guðrún Nefsteinsdóttir. Deren Mutter war Ingiriðr, die Tochter von Sigurðr sýr und Ásta. Sie war die Schwester Olavs des Heiligen und König Haralds. Der Sohn Skúlis und Guðrúns war Ásólfr auf Rein. Dieser war mit Þóra verheiratet, der Tochter von Skopti Ǫgmundarson. Ihr und Ásólfs Sohn war Guthormr auf Rein, der Vater Bárðs, der der Vater König Inges und des Jarls Skúli war.“

In der Geschichte der Bagler (Bǫglunga sǫgur) wird er als außerordentlich reich, klug, sanftmütig und still geschildert. Er war dreimal verheiratet, zunächst mit Ulvhildr Pálsdóttir. Nach dem Tode Ulvhilds kam die Ehe mit der Schwester König Sverres Cecilía Sigurðardóttir zustande, weil Sverre Mittel und Wege suchte, im Kampf gegen die Bagler die Aristokratie von Trøndelag auf seine Seite zu bringen. Doch da Cecilía noch mit dem Lagmann Fólkviðr aus Värmland verheiratet war, lehnte die Kirche eine Ehe ab. Er ließ daher diese Ehe als unter Zwang eingegangen durch Erzbischof Øystein Erlendsson annullieren und verheiratete sie mit Bárðr. Doch der kirchliche Widerstand legte sich erst nach der Schlacht bei Fimreite 1184, die er gegen seinen Widersacher Magnus gewann. Cecilía hatte mit ihm einen Sohn namens Inge, den späteren König Inge II.
Mit seiner dritten Frau Rangdid Erlingsdóttir hatte er den Sohn Skule Bårdsson, später der erste Herzog Norwegens, und die Töchter Sigríðr und Ingibjǫrg Bárðardóttir auf Rein, daneben noch die Söhne Sigurðr, Ásólfr og Guthormr.
Bischof Nikolaus in Oslo organisierte den Widerstand gegen König Sverre. Er stand wohl auch hinter dem Aufstand von 1193 auf den Orkneys unter der Leitung der norwegischen Kreise um Erling skakki und dessen Sohn Magnus. Auf deren Zug nach Norwegen unter Sigurðr, der behauptete, ein Sohn von Magnus Erlingsson zu sein, folgten ihnen auch viele Shetländer. Sie eroberten den Oslofjord und setzten sich auch in Bergen fest. Am Palmsonntag 1194 wurden sie in einer blutigen Seeschlacht vor Bergen geschlagen und Sigurðr fiel. Bárðr wurde schwer verletzt und starb bald darauf in Bergen. Er wurde in der Christkirche in Bergen begraben. Andere Quellen meinen, es sei die Christkirche in Nidaros, also der Nidarosdom gewesen.